# Colombier-en-Brionnais
Colombier-en-Brionnais és un municipi francès, situat al departament de Saona i Loira i a la regió de Borgonya - Franc Comtat. L'any 2007 tenia 287 habitants.

## Demografia

### Població
El 2007 la població de fet de Colombier-en-Brionnais era de 287 persones. Hi havia 114 famílies, de les quals 32 eren unipersonals (12 homes vivint sols i 20 dones vivint soles), 35 parelles sense fills, 35 parelles amb fills i 12 famílies monoparentals amb fills.
La població ha evolucionat segons el següent gràfic:
Habitants censats

### Habitatges
El 2007 hi havia 173 habitatges, 119 eren l'habitatge principal de la família, 37 eren segones residències i 17 estaven desocupats. 166 eren cases i 6 eren apartaments. Dels 119 habitatges principals, 91 estaven ocupats pels seus propietaris, 22 estaven llogats i ocupats pels llogaters i 6 estaven cedits a títol gratuït; 1 tenia una cambra, 7 en tenien dues, 19 en tenien tres, 29 en tenien quatre i 64 en tenien cinc o més. 92 habitatges disposaven pel capbaix d'una plaça de pàrquing. A 51 habitatges hi havia un automòbil i a 62 n'hi havia dos o més.

### Piràmide de població
La piràmide de població per edats i sexe el 2009 era:
| Homes | Edats   | Dones |
| ----- | ------- | ----- |
| 0     | 95 o +  | 0     |
| 1     | 90 a 94 | 2     |
| 1     | 85 a 89 | 2     |
| 4     | 80 a 84 | 1     |
| 9     | 75 a 79 | 7     |
| 10    | 70 a 74 | 15    |
| 6     | 65 a 69 | 6     |
| 7     | 60 a 64 | 9     |
| 5     | 55 a 59 | 5     |
| 9     | 50 a 54 | 6     |
| 8     | 45 a 49 | 8     |
| 13    | 40 a 44 | 6     |
| 7     | 35 a 39 | 8     |
| 6     | 30 a 34 | 7     |
| 4     | 25 a 29 | 5     |
| 8     | 20 a 24 | 4     |
| 5     | 15 a 19 | 5     |
| 8     | 10 a 14 | 7     |
| 3     | 5 a 9   | 7     |
| 6     | 0 a 4   | 5     |

## Economia
El 2007 la població en edat de treballar era de 173 persones, 129 eren actives i 44 eren inactives. De les 129 persones actives 127 estaven ocupades (71 homes i 56 dones) i 2 estaven aturades (1 home i 1 dona). De les 44 persones inactives 20 estaven jubilades, 11 estaven estudiant i 13 estaven classificades com a «altres inactius».

### Ingressos
El 2009 a Colombier-en-Brionnais hi havia 122 unitats fiscals que integraven 300 persones, la mediana anual d'ingressos fiscals per persona era de 15.116 €.

### Activitats econòmiques
Dels 6 establiments que hi havia el 2007, 1 era d'una empresa de fabricació d'altres productes industrials, 1 d'una empresa de construcció, 2 d'empreses de comerç i reparació d'automòbils, 1 d'una empresa d'hostatgeria i restauració i 1 d'una empresa de serveis.
L'únic servei als particulars que hi havia el 2009 era una fusteria.
L'any 2000 a Colombier-en-Brionnais hi havia 23 explotacions agrícoles que ocupaven un total de 864 hectàrees.

## Equipaments sanitaris i escolars
El 2009 hi havia una escola elemental integrada dins d'un grup escolar amb les comunes properes formant una escola dispersa.

## Poblacions més properes
El següent diagrama mostra les poblacions més properes.